# IP-телефон
IP-телефон, VoIP-телефон — телекоммуникационное устройство для голосового общения удалённых абонентов (не следует путать с одноименным названием компании). В качестве среды для передачи голоса такой телефон использует IP-сеть, через которую он подключён к прокси-серверу провайдера IP-телефонии или к IP-АТС, VoIP-серверу. При исходящем звонке прокси-сервер находит в сети другие такие же сервера, соответствующие набранному номеру. Если вызов адресован абоненту ТСОП, то запрос принимает прокси-сервер, интегрированный со шлюзом той телефонной сети, где находится искомый абонент.
Появление IP-телефонов стало следствием появления и развития технологии VoIP, описывающей процедуру передачи голоса по IP-сетям.
В настоящее время IP-телефония и IP-телефоны постепенно вытесняют традиционную телефонию (ТФОП). В большей степени такое вытеснение происходит в корпоративном секторе рынка, в меньшей степени — в секторе потребительского рынка.

## Устройство
IP-телефон внешне выглядит как обычный современный телефонный аппарат. Классический IP-телефон имеет:
- ЖК-дисплей
- телефонную трубку
- тастатуру - т.е. клавиши набора номера
- разъем для подключения к IP-сети
- резервный FXO-разъём для подключения к городской телефонной сети или к FXS-порту АТС (может отсутствовать)
- разъём mini-jack для головной гарнитуры

Опционально, телефонные аппараты обладают функционалом Bluetooth для подключения беспроводной гарнитуры, а также беспроводных трубок и других подобных внешних устройств.
Нередко современные VoIP-телефоны имеют два порта Ethernet под коннектор RJ-45 и интегрированный сетевой коммутатор.
Телефонный аппарат требует наличия источника электрического питания. Для этого применяется отдельный блок питания или функция PoE, в зависимости от возможностей устройства и условий использования телефонного аппарата.

## Подключение
Если IP-телефон используется в домашних условиях, то его подключают к интернету и настраивают на работу с одним или несколькими провайдерами IP-телефонии. Все необходимые настройки операторы предоставляют на своих сайтах.
Если IP-телефон используется в корпоративной сети связи компании, то его подключают к локальной вычислительной сети, через которую он взаимодействует с IP-АТС. 

## Возможности
Помимо всех функций традиционных телефонов (громкая связь, функциональные клавиши и клавиши быстрого набора номера), IP-телефоны имеют ряд расширенных возможностей:
- Отображение присутствия и отсутствия абонентов (абоненты могут переключать телефон в режим «отсутствую», «не беспокоить» и др.)
- Быстрая настройка переадресации вызовов (продвинутые системы IP-телефонии позволяют абонентам с ПК быстро настроить переадресацию звонков со своего телефона на телефон коллеги, на мобильный или домашний телефонный аппарат)
- Удобная голосовая почта (отображение новых сообщений и быстрый доступ к ним)
- Встроенный сервер аудиоконференции (может отсутствовать)
- Отправка/приём текстовых сообщений (может отсутствовать)
- Прямое, без дополнительных адаптеров, подключение проводной или беспроводной телефонной гарнитуры
- Запись телефонного разговора и другие возможности.
- Автоматическая конфигурация телефонного аппарата посредством получения параметров с IP-АТС

При наличии нескольких Ethernet-портов и интегрированного сетевого коммутатора один и тот же Ethernet-порт на рабочем месте пользователя на предприятии и один Ethernet-кабель (витую парую) можно использовать для подключения и самого VoIP-телефона и компьютера.
Расширенные возможности IP-телефонов в полной мере реализуются только если вся корпоративная сеть связи компании построена на оборудовании одного вендора. Это связано с тем, что расширенные возможности для IP-телефонов и IP-АТС разные производители реализуют по-разному.

## Достоинства
Основные причины перехода корпоративного сектора на IP-технологии вообще и IP-телефоны в частности, это:
- упрощение и снижение расходов, так как в офисе не требуется прокладывать и обслуживать дополнительную телефонную сеть
- расширенные возможности связи (см. пункт «Возможности»)

## Основные характеристики IP-телефона
- используемые протоколы SIP, SCCP (Skinny), UNIStim, H.323, MGCP.
- поддержка аудиокодеков: G.711, G.726, G.729 и др.
- интерфейс 10/100 Мбит/с Fast Ethernet (или Wi-Fi) для подключения к IP-сети
- интерфейс для резервного подключения к телефонной линии (может отсутствовать)
- сменное программное обеспечение

Большинство IP-телефонов работают по протоколу передачи данных SIP, однако некоторые вендоры используют собственные протоколы. Например, протокол UNIStim для подключения к АТС от Nortel / Avaya и 
SCCP (Skinny) в решениях Cisco.
Во многих IP-телефонах реализована функция PoE (Power over Ethernet), позволяющая использовать аппарат без подключения к электрической цепи.